# 泰努瓦斯河
泰努瓦斯河（法語：Ternoise，法語發音：[tɛʁnwaz]）是法国上法蘭西大區加来海峡省的一条河流，长41.4千米，是康什河的右支流。